# Binéfar (kommunhuvudort)
Binéfar är en kommunhuvudort i Spanien.   Den ligger i provinsen Provincia de Huesca och regionen Aragonien, i den nordöstra delen av landet, 400 km öster om huvudstaden Madrid. Binéfar ligger 285 meter över havet och antalet invånare är 8 890.
Terrängen runt Binéfar är huvudsakligen platt, men åt nordost är den kuperad. Runt Binéfar är det glesbefolkat, med 19 invånare per kvadratkilometer. Närmaste större samhälle är Monzón, 10,6 km nordväst om Binéfar. Trakten runt Binéfar består till största delen av jordbruksmark.